# Moderniści (film)
Moderniści (ang. The Moderns) – amerykański dramat filmowy z 1988 roku w reżyserii Alana Rudolpha. Zdjęcia kręcono w Montrealu.

## Fabuła
Akcja filmu rozgrywa się w 1926 roku. Nick Hart jest amerykańskim artystą, który jako uciekinier mieszka w Paryżu wraz z innymi pisarzami i artystami, takimi jak Ernest Hemingway, Gertrude Stein i Alice B. Toklas.
Nick jest rozdarty pomiędzy dwiema kobietami, swoją żoną Rachel i Nathalie de Ville, która zatrudnia go do sfałszowania trzech płócien ze swojej kolekcji. Jednocześnie współzawodniczy z obecnym partnerem Rachel, Bertramem Stone’em.

## Obsada
- Keith Carradine jako Nick Hart
- Linda Fiorentino jako Rachel Stone
- Wallace Shawn jako Oiseau
- Geneviève Bujold jako Libby Valentin
- Geraldine Chaplin jako Nathalie de Ville
- Kevin J. O’Connor jako Ernest Hemingway
- John Lone jako Bertram Stone
- Elsa Raven jako Gertrude Stein
- Ali Giron jako Alice B. Toklas